# Rikuzentakata
Rikuzentakata (jap.(陸前高田市, Rikuzentakata-shi) er en by med ca. 20.000 indbyggere i Iwate-præfekturet på Honshū, hovedøen i Japan.
Rikuzentakata ligger syd for Morioka og nord for Sendai ved Stillehavskysten.
Ved jordskælvet ved Sendai 11. marts 2011 hørte byen til et af de værst ramte områder med store ødelæggelser og mange døde.,